# Campagne de Beaulieu
Pour les articles homonymes, voir Beaulieu.
Cet article possède un paronyme, voir Château de Beaulieu.
La campagne de Beaulieu est une maison de maître vaudoise située sur le territoire de la commune de Gilly, avec des dépendances sur le territoire de Rolle en Suisse.

## Histoire
Ce monument majeur d’architecture néoclassique aux environs de Rolle servait de résidence d'été à Jean-Gabriel Eynard (1775-1863), richissime financier et amateur d'architecture, possesseur du Palais Eynard à Genève, connu également comme militant pour l'indépendance de la Grèce et pionnier de la photographie. Son épouse, Anna Eynard-Lullin (1793-1868) a elle aussi pris une grande part dans la création de cette propriété et dans l'aménagement du vaste jardin.
Eynard achète en 1808 ce domaine, doté d'une maison rurale (act. « Gentilhommière ») où il fait immédiatement entreprendre des travaux par l'entrepreneur-architecte Jean-Pierre Noblet. Mais en 1811 déjà, Noblet élève à proximité une nouvelle maison de maître, dont les salons et la cage d’escalier sont décorés par des peintres italiens. En 1827, du fait d'une adjonction par l’architecte italo-tessinois Luigi Bagutti, la demeure est encore agrandie  d’un corps de logis méridional à imposante façade néoclassique ajourée de baies serliennes alternant avec des statues. Les nouvelles salles d’apparat, qui ont accueilli des hôtes de marque, sont également ornées de décors peints raffinés, pour la plupart en grisaille, tandis que diverses sculptures (aujourd'hui déplacées) étaient dues au ciseau de Lorenzo Bartolini.
Jean-Gabriel et Anna Eynard, sans descendance directe, adoptent une petite Sophie aux origines mystérieuses et élèvent sur leur grand domaine divers bâtiments destinés à leurs proches.
Ainsi, Petit Fleur d’Eau (Rolle), bâti en 1825 pour un ami, l’homme d’État grec Jean Capodistria (Ioánnis Kapodístrias), ou Fleuri (Rolle) élevé en 1833 pour un neveu, Gabriel-Alfred Eynard, Grand Fleur d’Eau (Rolle) (1836), pour un autre neveu, l’historien Charles Eynard, et l’actuel Vieux Fleur d’Eau (1841) qui est à l'origine une dépendance rurale du précédent.
Beaulieu est inscrit à l'inventaire cantonal du patrimoine en 1974 et comme bien culturel suisse d'importance nationale.